# Koprová omáčka
Koprová omáčka, koprová omáčka se smetanou, či hovorově koprovka je druh typické české omáčky, která se vyrábí ze smetany, mléka a kopru, jako hlavní aromatické ingredience, která jí propůjčuje typickou chuť. Podává se nejčastěji s houskovým knedlíkem, ale dá se konzumovat i s bramborem jako přílohou, obsahuje často plátek hovězího masa, či vejce na tvrdo. Dochucuje se solí, octem či pepřem.